# Glenea glabronotata
Glenea glabronotata är en skalbaggsart som beskrevs av Carlo Pesarini och Andrea Sabbadini 1997. Glenea glabronotata ingår i släktet Glenea och familjen långhorningar. Inga underarter finns listade i Catalogue of Life.